# 王本立 (唐朝)
王本立（？—690年2月4日），唐朝官员，唐睿宗第一次登基年间任宰相。

## 家世
王本立任宰相前的经历几乎没有记载。《旧唐书》和《新唐书》一般有宰相的传，却都没有他的传。他的籍贯也不详，在唐朝宰相家谱中，任何一位王姓宰相的家谱都没有将他列入其中。史书第一次提到他是679年，当时他在尚書省任左司郎中。他仗着唐高宗恩宠，多行不法，欺压同僚，遭到侍御史狄仁杰弹劾。高宗本想放过他，但狄仁杰坚持己见，指出唐朝并不缺少和王本立一样才干的人；高宗让步了，同意处罚王本立。
683年，东突厥可汗骨咄禄袭击邻近的單于都護府，俘杀司马張行師。此时王本立任勝州都督，高宗命他和夏州都督李崇义一同防御东突厥进攻，但史书没有记载下文如何。

## 唐睿宗年间
就在683年，唐高宗驾崩，太子李哲继位为唐中宗，但武皇后（即后来的武则天）以太后摄政，掌握实权。684年春，中宗表现出独立执政的迹象，被武后废黜，武后改立皇弟豫王李旦为帝，即唐睿宗，她本人愈发掌控实权。687年，武后信任的谋士劉禕之被弹劾收受契丹首领孙万荣贿赂及与已故宰相许敬宗妾通奸；史书则暗示，刘祎之被弹劾，是因为武后收到举报称他希望她还政睿宗，因此视他为叛徒。武后命时任肅州刺史的王本立调查此事。当王本立到刘祎之府上宣读武后的敕令时，刘祎之说：“不经凤阁鸾台，何名为敕？（没有经过凤阁鸾台签署的，怎么能叫敕令？）”王本立回报武后，武后大怒，赐刘祎之自尽。
688年，王本立任夏官侍郎，授同鳳閣鸞臺平章事，为实质宰相。次年，他的宰相衔又被升为同鳳閣鸞臺三品。当他在690年春罢相改任地官尚書时，被称作“宰相、左肅政大夫”；仅1个月后，他就死了——《资治通鉴》没有记载他的死因，但《新唐书本纪第四·则天皇后》称他是被处决的。